# 636

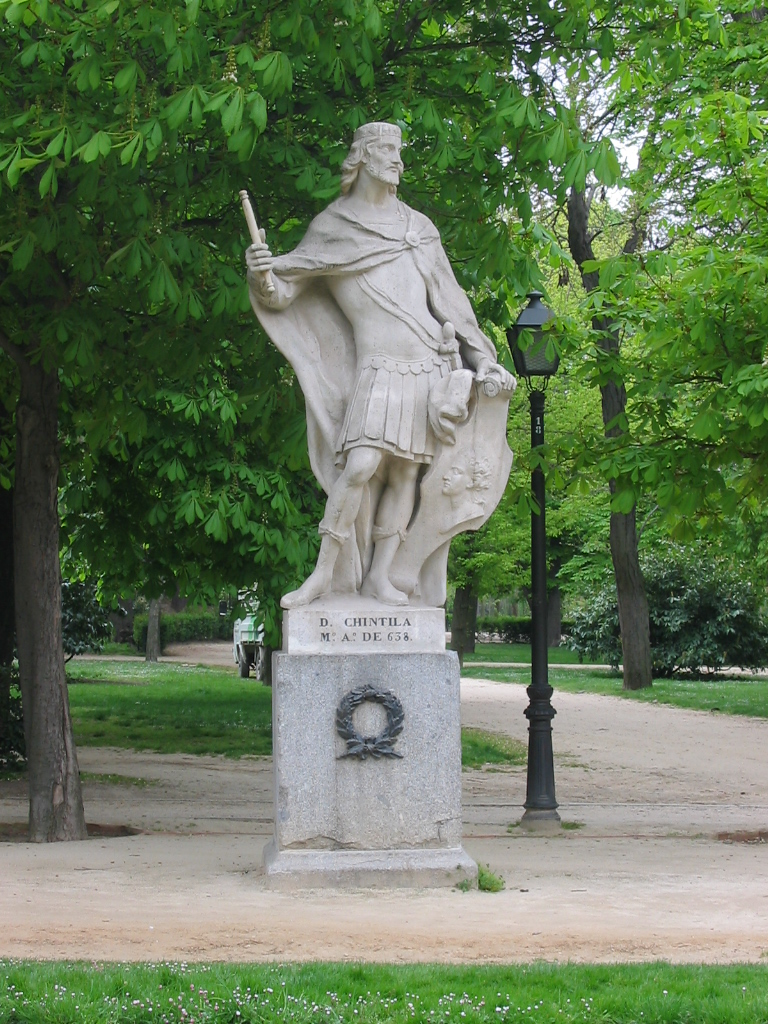
Koning Chintila van de Visigoten

Het jaar 636 is het 36e jaar in de 7e eeuw volgens de christelijke jaartelling.

## Gebeurtenissen

### Europa
- Chintila (r. 636-639) wordt door de Visigotische adel gekozen tot koning van het Visigotische Rijk nadat zijn voorganger Sisenand is overleden. Hij roept in het eerste jaar van zijn regeerperiode in Toledo (Spanje) een synode bijeen. Hierin wordt o.a. in een koninklijk decreet besloten dat Gotische edelen (met militaire functies) in aanmerking komen voor de opvolging van het koningschap.
- Rothari (voormalig hertog van Brescia) volgt Ariovald op als koning van de Longobarden. Tijdens zijn regeerperiode beperkt hij de macht van de edelen in Italië en laat verschillende van hen wegens insubordinatie executeren.

### Arabië
- 15 tot 20 augustus - Slag bij de Jarmuk: Een Arabisch leger (25.000 man) onder leiding van Khalid ibn Walid verslaat bij de rivier de Jarmuk (huidige Jordanië) de Byzantijnen in een 6-daagse veldslag. De Levant (Palestina, Irak en Syrië) en de gebieden met een christelijke bevolkingsmeerderheid worden bij het Rashidun-kalifaat ingelijfd.
- 16 tot 19 november - Slag van al-Qadisiyah: Arabieren verslaan Perzen en veroveren Mesopotamië.
- De stad Basra, gelegen aan de rivier de Sjatt al-Arab (in het verlengde van de Eufraat en de Tigris), wordt door kalief Omar I gesticht. De haven wordt een belangrijk handelscentrum naar het Arabisch Schiereiland, India en het Perzische Rijk.

## Overleden
- 4 april - Isidorus van Sevilla, Spaans aartsbisschop
- Ariovald, koning van de Longobarden
- Sisenand, koning van de Visigoten